# Mission San Juan Capistrano
Pour les articles homonymes, voir Mission San Juan Capistrano (Texas) et San Juan Capistrano.

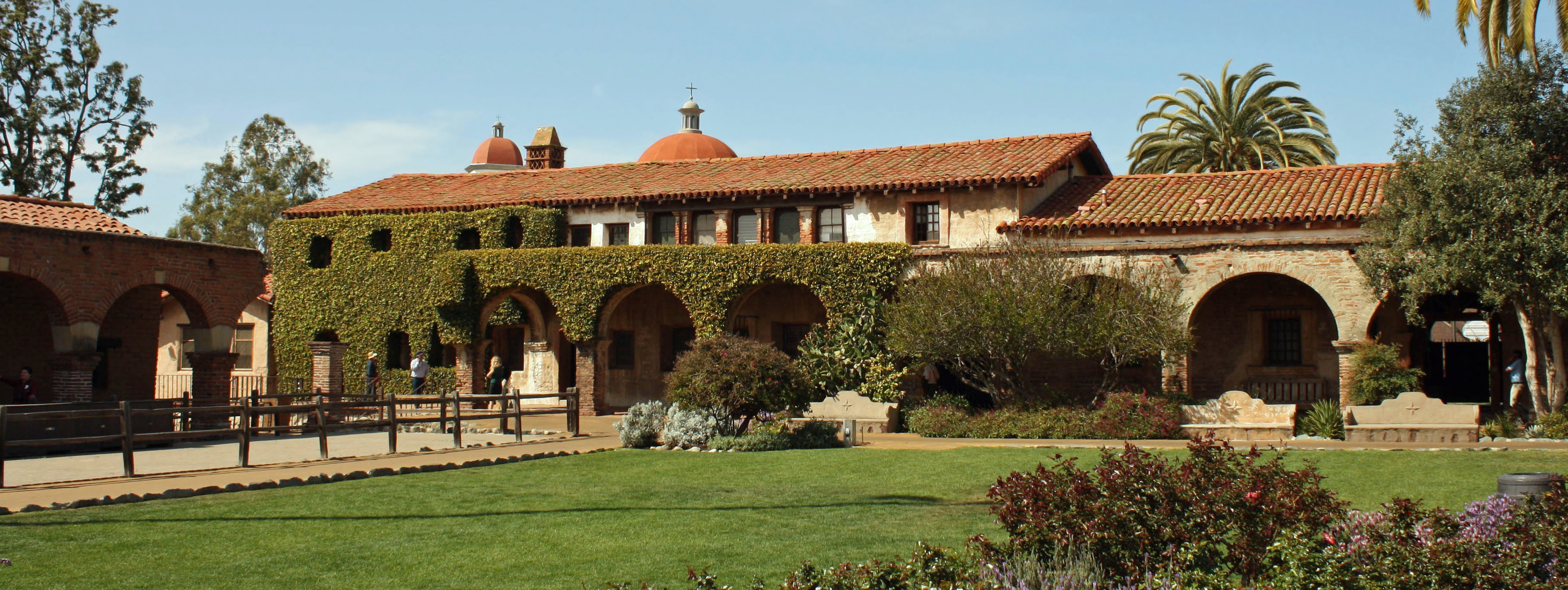
Corridor nord de la mission San Juan Capistrano.

La mission San Juan Capistrano est une mission catholique qui se situe dans la ville de San Juan Capistrano entre Los Angeles et San Diego, en Californie. La mission San Juan Capistrano a été fondée une première fois par le père Fermín Lasuén le 30 octobre 1775 mais elle dut être abandonnée rapidement à cause des menaces amérindiennes. Elle fut restaurée le 1er novembre 1776 par des moines franciscains à une époque où la Haute-Californie faisait partie de la Nouvelle-Espagne, une région de l’Amérique coloniale espagnole. Elle fait partie d’un réseau de 21 missions fondées entre 1769 et 1823, destinées à évangéliser les Amérindiens, mais aussi à mettre en valeur les terres et à contrôler le territoire.
La mission San Juan Capistrano a été baptisée en l’honneur de Jean de Capistran, un théologien italien du XVe siècle. Sa chapelle sert de cadre aux offices religieux depuis 1782.

## Histoire

### Contexte
La mission San Juan Capistrano fut fondée sur le territoire des Amérindiens Juaneños qui constituaient un groupe de 1 000 personnes autour du site vers 1770. De nombreux Juaneño contemporains, qui s'identifient comme des descendants de la société indigène vivant dans les zones de drainage locales de San Juan et San Mateo Creek, ont adopté le terme indigène « Acjachemen ». Ils parlaient une langue proche de celle des Luiseño. La plupart de leurs villages se trouvaient en aval de la San Juan River, où la mission s’est établie. Ils étaient organisés en clans politiquement indépendants, mais qui entretenaient des relations économiques, sociales et religieuses. La société était hiérarchisée et dominée par les chefs de clan appelés Nota, qui présidaient les rites religieux avec le conseil des anciens. Les villages étaient composés de huttes ; la maison du chef et le lieu des cérémonies se trouvaient au centre.
Les sociétés amérindiennes du sud de la Californie sont connues grâce à l’explorateur Juan Rodríguez Cabrillo qui explora la région en 1542 et grâce au frère Jérôme Boscana Mulet, qui fut moine à la mission San Juan Capistrano à partir de 1812.

### 1769-1833

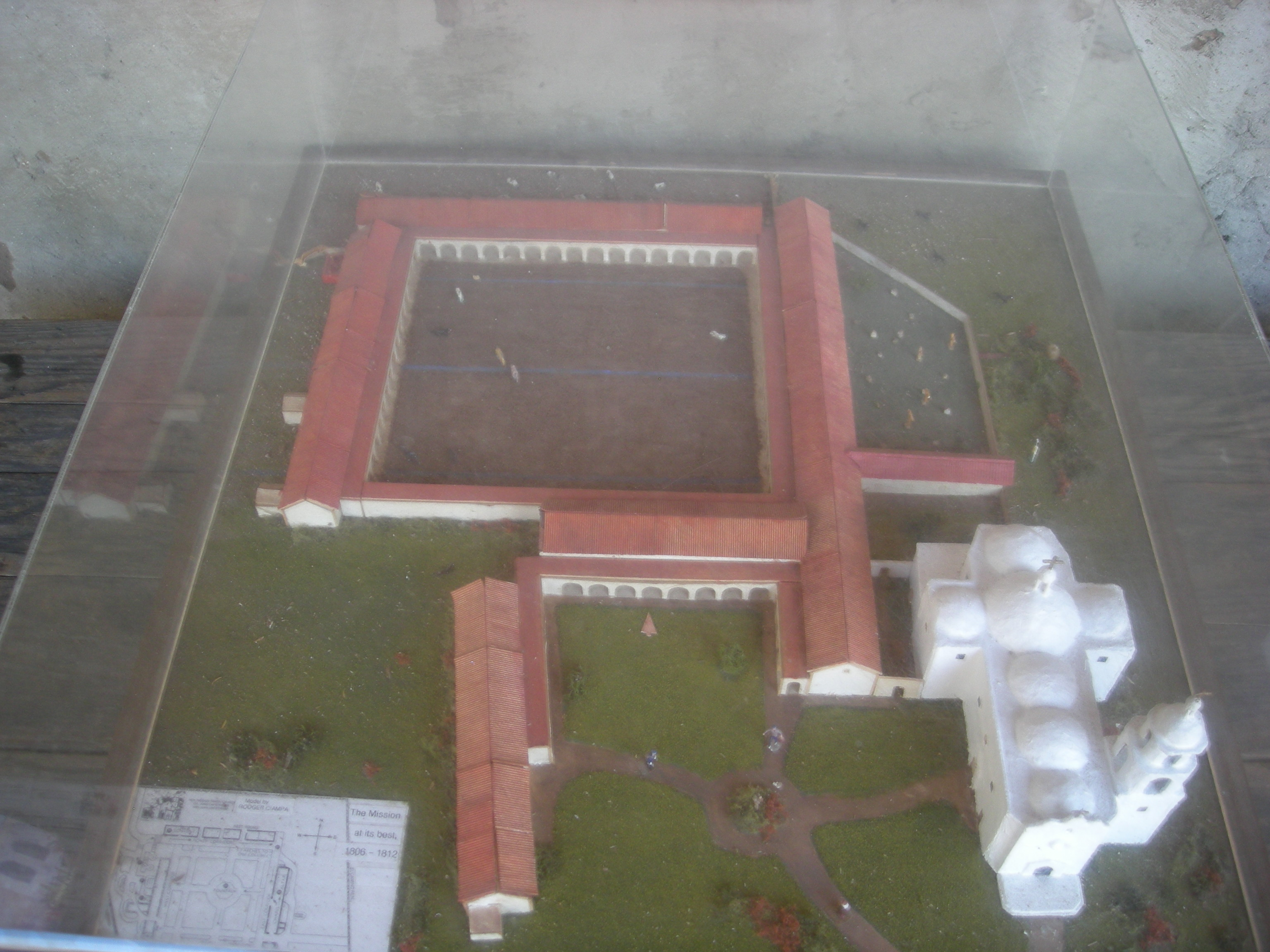
Maquette de la mission San Juan Capistrano.

Statue du père Junípero Serra bénissant un jeune Juaneño.

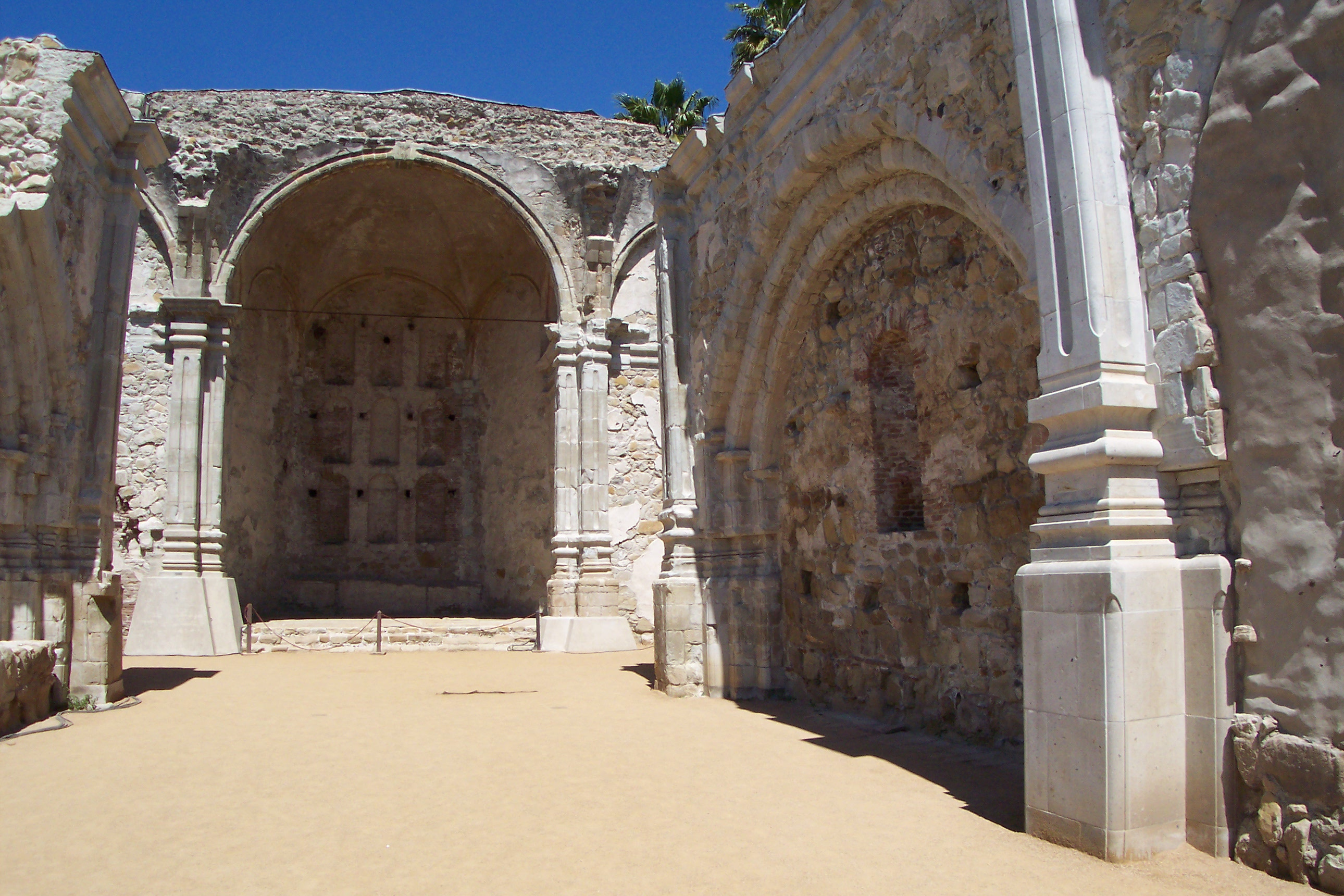
Ruines de l’église en pierre de la mission San Juan Capistrano.

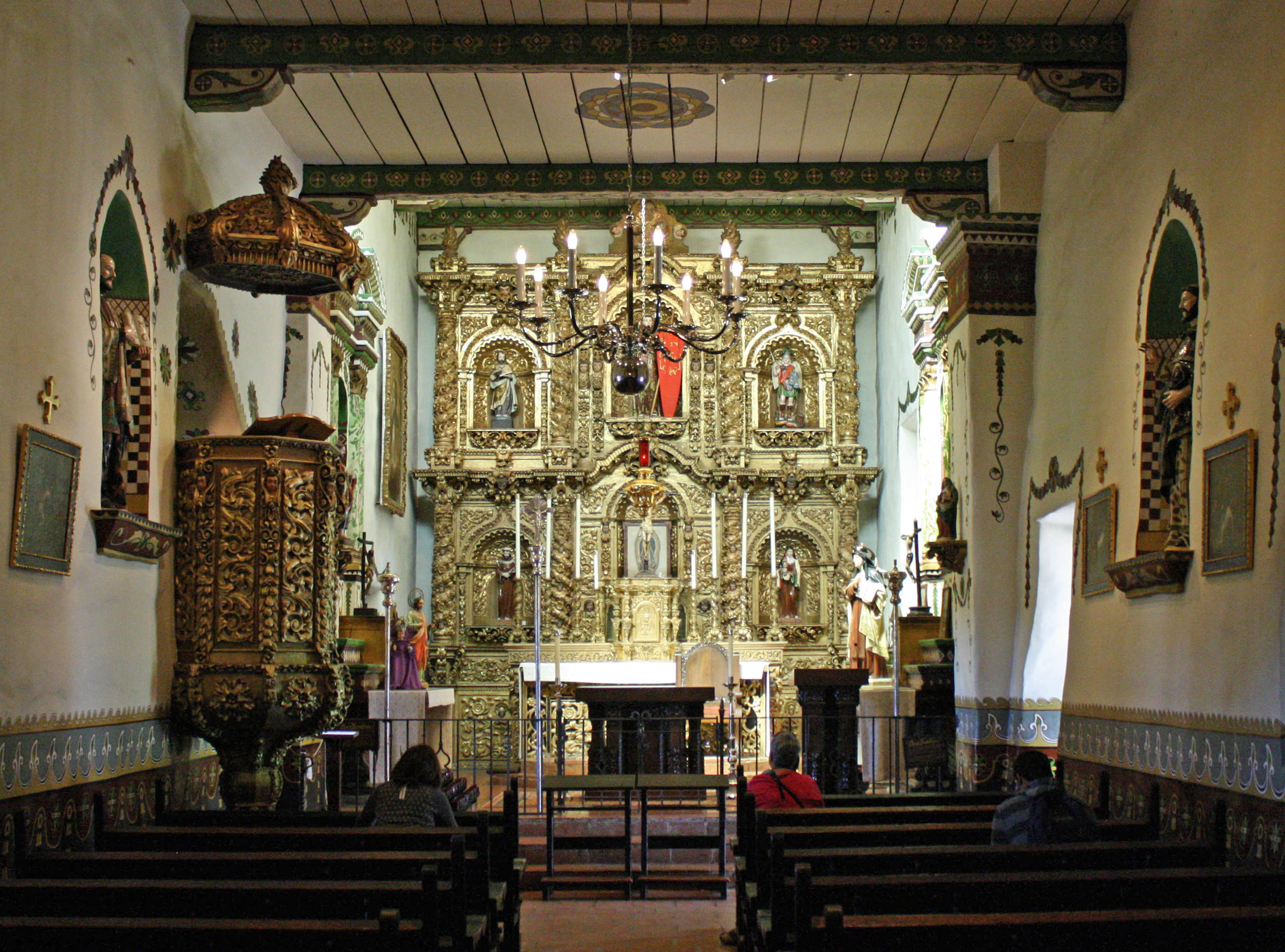
La chapelle Saint-Junípero-Serra.

Statue de sainte thérèse d'Avila à l'autel de la Serra Chapel, de la mission San Juan Capistrano.

Au début de l’année 1775, Don Antonio María de Bucareli y Ursúa, Vice-roi de Nouvelle-Espagne autorise l’établissement d’une mission à mi-chemin entre la mission San Diego de Alcalá et celle de Saint Michel Archange (en). Il choisit de la placer sous le patronage de saint Jean de Capistran. Le site se trouve à environ 26 lieues au nord de San Diego, à 18 lieues au sud de San Gabriel et à une demi-lieue de l’océan Pacifique. Une pergola est aménagée, deux cloches de bronze sont suspendues à un arbre et une croix en bois est montée à cet endroit.
Les fondations de la mission (La Misión de San Juan Capistrano de Sajavit) sont consacrées par le père Fermín Lasuén de la mission San Carlos Borromeo de Carmelo le 30 octobre 1775, près d’un village amérindien appelé Sajavit. Huit jours après, le père Gregório Amúrrio vient de la mission San Luis Obispo de Tolosa (en) avec des produits et du bétail. Au même moment, les moines de San Juan Capistrano apprennent que les Amérindiens ont attaqué la mission de San Diego et que le père Lluís Jaume a été assassiné,. Craignant une réaction hostile des Amérindiens, ils décident d’enterrer rapidement les cloches et d’abandonner l’endroit.
Un an plus tard, le père Serra, accompagné des pères Amúrrio, Paul de Mugártegui et de onze soldats, reviennent sur le site le 30 ou le 31 octobre 1776. Ils déterrent les cloches, construisirent une nouvelle pergola et trouvent la croix en bois toujours debout. Le père Serra célèbre l’Eucharistie le 1er novembre 1776. Cependant, le manque de ressources en eau pousse la communauté à déménager la mission d’environ 4,8 km vers l’ouest, près du village d’Acágcheme.
Le nouveau site se trouve à proximité de deux cours d’eau, le Trabuco et le San Juan. La mission San Gabriel envoya du bétail et des hommes pour aider la communauté à se développer. Le père Amúrrio procède au premier baptême le 19 décembre 1776 et le premier mariage fut célébré par le père Mugártegui le 23 janvier 1777. La première inhumation dans le cimetière de la mission a lieu le 9 mars 1781. Le registre des baptêmes, des confirmations, des mariages et des décès est d’ailleurs conservé intact à la mission. Dès les premières années, les missionnaires réussissent à évangéliser les Amérindiens : les archives de la mission révèlent qu’ils étaient 700 à s’être convertis au catholicisme vers 1790 et que 1649 furent baptisés en 1796. 4639 individus sont devenus chrétiens entre 1776 et 1847.
La première chapelle en adobe est bénie en 1778 ; elle est remplacée par un édifice plus grand (la chapelle Serra, 35 mètres de longueur) en 1782-1783, qui est aujourd’hui considéré comme l’un des plus anciens de Californie. Pendant les travaux de construction de la chapelle, les bâtiments consacrés à la vie quotidienne et économique de la mission sont érigés, formant un rectangle au sol (cuadrángulo). La première vigne de Californie est plantée en 1779 : elle produit du vin pour la messe, du vin de table rouge et blanc, du vin muté appelé « Angelica ». En 1794, sept bâtiments en adobe sont élevés pour accueillir les Amérindiens de la mission.
Pour construire une plus grande église, les moines font appel à Isídro Aguilár de Culiacán. La nef est coiffée de six petites coupoles en pierre (bovedas), comme le voulait le père Aguilar, ce qui la distingue des autres églises missionnaires construites dans la région. Le chantier de la grande église de pierre commence le 2 février 1797. Son plan a la forme d’une croix latine longue de 55 mètres sur 12 mètres de large et 15 mètres de hauteur. Un clocher de 37 mètres de haut est ajouté à côté de l’entrée principale. Selon la légende locale, cette tour pouvait être aperçue à 16 km et ses cloches pouvaient être entendues à une plus grande distance encore. Les murs en grès reposaient sur des fondations profondes de 2,1 mètres. Le chantier nécessita la participation des Amérindiens. Les pierres étaient acheminées depuis les ravins et le lit des cours d’eau jusqu’à 10 km de distance et transportées dans des charrettes tirées par des bœufs. Le mortier fut fabriqué à partir de calcaire réduit en poudre. Le 22 novembre 1800, un séisme à San Diego provoqua des fissures dans l’édifice nécessitant des réparations. L’église fut achevée en 1806 et bénie par le Frère Estévan Tapís le 7 septembre.
Le 8 décembre 1812, une série de secousses sismiques détruisit une grande partie de l’édifice (à l’exception du transept et de la sacristie) et tua une quarantaine d’Amérindiens qui étaient présents à la messe. Le tremblement de terre fut la dernière catastrophe de l’année marquée par une tempête et des inondations qui provoquèrent de nombreux dégâts et détruisirent une partie des récoltes. L’année suivante fut érigé un nouveau campanile (campanario) pour abriter les cloches, et, en 1815, on tenta vainement de reconstruire l’église à partir des éléments restant debout. Les pères José Barona et Boscana supervisèrent les travaux d’une petite infirmerie en 1814. Pour soigner les malades de la mission, on utilisa la médecine amérindienne.
En décembre 1818, le commandant Ruíz envoya une trentaine d’hommes conduits par Santiago Argüello pour protéger la mission contre une attaque du corsaire français Hippolyte de Bouchard. Bouchard demanda des provisions à la mission et essuya un refus. Il lança une attaque menée par 140 hommes pour se ravitailler de force. Les hommes chargés de défendre la mission furent défaits ; les magasins furent pillés par les assaillants qui mirent le feu à plusieurs bâtiments. De nos jours, cet événement est toujours commémoré chaque année dans la mission.

## Source
- (en) Cet article est partiellement ou en totalité issu de l’article de Wikipédia en anglais intitulé « Mission San Juan Capistrano » (voir la liste des auteurs).